# ナイセリア属
ナイセリア属（ナイセリアぞく、Genus Neisseria）とはプロテオバクテリア門に属するグラム陰性球菌の細菌。ナイセリア属は双球菌であり、顕微鏡下ではコーヒー豆様に観察される。
2009年現在、23種が確認されており、病原性を持つ淋菌（N. gonorrhoeae）と髄膜炎菌（N. meningitidis）以外は口腔内の常在菌である。
1876年に淋菌を発見したドイツの菌学者アルベルト・ナイサー（Albert Neisser）にちなみ命名された。ナイサーはらい菌の共同発見者でもある。

## 他の種類
- Neisseria cinerea
- Neisseria elongata
- Neisseria flavescens
- Neisseria lactamica
- Neisseria mucosa
- Neisseria polysaccharea
- Neisseria sicca
- Neisseria subflava
- Neisseria bacilliformis
- Neisseria macacae